# El tercer debate de Bartlet sobre el estado de la Unión
 El tercer debate de Bartlet sobre el estado de la Unión  es el decimotercer capítulo de la segunda temporada de la serie dramática El ala oeste de la Casa Blanca.

## Argumento
El Presidente da su tercer discurso sobre el Estado de la Unión. El texto del mismo es modificado a última hora, quitando los comentarios sobre violencia de género e incluyendo el posible uso de uniformes en las escuelas públicas. Todo esto, unido al tono del mismo, hacen sospechar a Abigail Bartlet de que su marido se presentará a la reelección. Por ello mantiene una discusión en la cocina del Ala Oeste con el Presidente porque este le prometió tres años antes que solo estaría una legislatura por sus problemas de salud (Esclerosis múltiple).
Por otro lado, cinco agentes de la DEA han sido secuestrados por miembros de las Farc. Leo es partidario de una operación de rescate, que podría llevar a la guerra; el Presidente Bartlet decide en un primer momento dar un tiempo a la diplomacia, para el intercambio de prisioneros con la guerrilla.
C.J. Cregg descubre que un invitado a la fiesta en la Casa Blanca tiene una mancha en su pasado; mientras, se emite un especial del programa Capital Beat desde el Ala Oeste. Su presentador le dice a la Secretaria de Prensa que conoce el problema del invitado, un oficial de policía veterano que fue acusado años atrás de brutalidad. A pesar de demostrarse falso, C.J. Cregg deberá arreglar la situación ante la prensa.
Josh, Joey y Donna dirigen una encuesta telefónica para saber la opinión sobre una iniciativa sobre el Control de Armas que el Presidente ha comentado durante el discurso del Estado de la Unión. En un momento dado, la luz se va y se quedan sin poder terminarla, mientras Donna trata de convencer al primero para que le pida salir a Joey.
Por último Sam, quien es felicitado por su discurso, convence al Presidente para que vaya a conocer a Ainsley Hayes a su despacho. Esta, atemorizada, se esconde en su despacho en el sótano del Ala Oeste sin saber que irá en persona a verla. El encuentro será surrealista: Ainsley se encuentra en albornoz por mancharse los pantalones en un banco recién pintado –lo mismo que le sucedió antes a C.J. Cregg- bailando y bebiendo, ante la sorpresa del Presidente.

## Curiosidades
- Tras la emisión, la embajada de Colombia llamó a los productores para quejarse por la trama de los miembros de la DEA secuestrados. En ese momento, intentaban ofrecer al mundo una imagen de control de la guerrilla, sobre todo ante Unión Europea.

- Al inicio del episodio se produce un error de montaje. Cuando Sam Seaborn confirma al Jefe de Gabinete que podrían tener el apoyo para la nueva ley de mejora viaria (banda azul) por parte de un representante a cambio de una autopista y "un parque con su nombre", Leo McGarry lo consulta con el presidente en una toma "walk and talk". En la toma siguiente, se ve al Jefe de Gabinete abandonar la Casa Blanca junto al Presidente mientras le informa nuevamente de que posiblemente tienen el apoyo ("¿la banda azul?", pregunta de nuevo el presidente).

## Premios
- Stockard Channing fue nominada para los Premios Emmy como mejor actriz de reparto.

## Enlaces
- Ficha en FormulaTv.
- Enlace al Imdb.
- Guía del Episodio (en inglés).

- Datos: Q4865369